# Ер Алжиров лет 5017
Ер Алжир лет 5017 (енгл. Air Algérie Flight 5017) је назив за догађај који се десио када је 24. јула 2014. године авион типа Макдонел Даглас MD-90 срушен близу насеља Госи у Малију. Разлог пада авиона је још увек непознат. Од 110 путника и 6 чланова посаде нико није преживео.

## Ток догађаја
Узлетео је из главног града Буркине Фасо, Уагадугу. У рано јутро, 24. јула 2014, нестао је са радара. Француска војска, стационирана у Чаду, послала је два авиона типа Мираџ у потрагу. Олупина авиона пронађена је на северу Малија, у непроходном делу у пустињи. Француски председник Франсоа Оланд изјавио је да је авион због "лоших временских услова" вјероватно променио курс.